# Area strategica di affari
Con il termine area strategica d'affari (ASA), si identifica l'area di business in cui l'impresa intende competere, rappresentata dal mercato e dall'insieme di clienti serviti. Una singola azienda che operi in aree strategiche d'affari diverse si rivolgerà a mercati e clienti diversi per ciascuna delle ASA.
Per definire i contorni dell'ASA, D. Abell (1980) suggerisce di segmentare il macro-settore in base a: i clienti serviti, le funzioni svolte e la tecnologia utilizzata. Nasce così il modello tridimensionale.
Il concetto di ASA viene spesso confuso con quello di strategic business unit (SBU), tuttavia il primo comprende i mercati a cui l'impresa si rivolge, mentre la SBU fa riferimento a come l'impresa decide di competere nell'ASA scelta.

## Caratteristiche dell'ASA
Secondo Kotler un’area strategica d’affari ha tre caratteristiche:
1. È un singolo business, o una collezione di business correlati, che possono essere pianificati separatamente dal resto dell’organizzazione;
2. Ha il proprio gruppo di competitor;
3. Ha un manager responsabile della pianificazione strategica e della performance, che controlla la maggior parte dei fattori che influenzano il profitto.

L’area strategica d’affari è definibile come un sottosistema aziendale strategicamente rilevante contraddistinto da una specifica missione. Pur se sottoposta alle limitazioni stabilite a livello corporate, l’ASA è dotata di autonomia strategica. È proprio quest’ultima il prerequisito necessario affinché un’area strategica d’affari possa essere considerata tale. 